# پروروکسان
پروروکسان (انگلیسی: Proroxan) دارویی است که به عنوان یک ضد فشار خون و در درمان بیماری منیر، بیماری حرکت و درماتیت آلرژیک استفاده می‌شود.